# Kyara Linskens
Kyara Linskens   (Bruges, 13 de novembre de 1996) és una jugadora de bàsquet belga que ha jugat en diferents clubs europeus i que ho fa al Basket Lattes Montpellier Méditerranée Métropole Association d'ençà el 2022 i a la selecció de Bèlgica des del 2013.
Ha participat als Campionat d'Europa de bàsquet de 2017, en què van guanyar la medalla de bronze, 2021 i 2023, guanyant amb la selecció la medalla d'or en aquest darrer en vèncer a la final 58-64 a la selecció espanyola i en què va ser escollida MVP de la final.